# (26194) Chasolivier
(26194) Chasolivier est un astéroïde de la ceinture principale.

## Description
(26194) Chasolivier est un astéroïde de la ceinture principale. Il fut découvert le 10 février 1997 à Kitt Peak par le projet Spacewatch. Il présente une orbite caractérisée par un demi-grand axe de 2,30 UA, une excentricité de 0,18 et une inclinaison de 0,5° par rapport à l'écliptique.

## Compléments